# Force aérienne et défense aérienne du Turkménistan
La Force aérienne du Turkménistan est la composante aérienne des Forces armées turkmènes.

## Histoire
Elle hérite d'une partie de l'équipement de l'armée rouge se trouvant sur son territoire lors de l' éclatement de l'URSS.

## Aéronefs

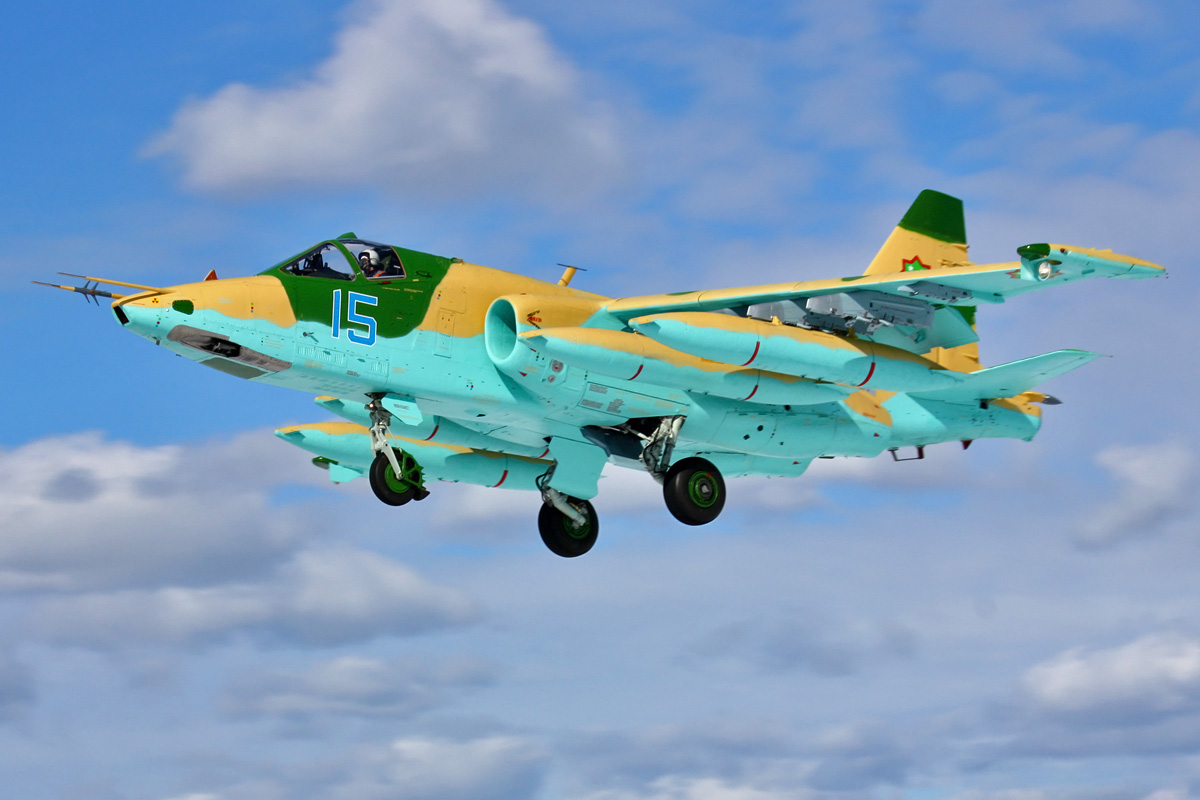
Su-25

Les appareils en service en 2022 sont les suivants :
| Aéronefs                      | Origine          | Type                                      | En service      | Versions                          |
| Avion de combat               | Avion de combat  | Avion de combat                           | Avion de combat | Avion de combat                   |
| ----------------------------- | ---------------- | ----------------------------------------- | --------------- | --------------------------------- |
| Mikoyan-Gourevitch MiG-29     | Union soviétique | Avion de combat multirôle                 | 24              |                                   |
| Soukhoï Su-25                 | Union soviétique | Avion d'attaque au sol                    | 20              |                                   |
| Avion d'entraînement          |                  |                                           |                 |                                   |
| Aero L-39 Albatros            | Tchéquie         | Avion d'entraînement Attaque au sol léger | 2               | L-39C                             |
| Embraer EMB 314               | Brésil           | Lutte antiinsurrection                    | 5               | Début des livraisons fin mai 2021 |
| Alenia Aermacchi M-346 Master | Italie           | Avion d'entraînement Attaque au sol léger | 2 (4)           | M-346FA M-346FT                   |
| Avion de transport            |                  |                                           |                 |                                   |
| Antonov An-26                 | Union soviétique | Avion de transport léger                  | 1               |                                   |
| Antonov An-74                 | Ukraine          | Avion cargo                               | 2               |                                   |
| Alenia C-27J Spartan          | Italie           | Avion de transport                        | 2               |                                   |
| Hélicoptère                   |                  |                                           |                 |                                   |
| Mil Mi-8                      | Union soviétique | Hélicoptère de transport                  | 6               |                                   |
| Mil Mi-17                     | Russie           | Hélicoptère de transport                  | 2               | Mi-17V-V Hip                      |
| Mil Mi-24                     | Union soviétique | Hélicoptère de transport et de combat     | 10              | Mi-24P                            |
| AgustaWestland AW109          | Italie           | Hélicoptère de transport                  | 6               |                                   |
| AgustaWestland AW139          | Italie           | Hélicoptère de transport                  | 4               | 8 en commande                     |
| Drone                         |                  |                                           |                 |                                   |
| CASC Rainbow                  | Chine            | Drone de combat/reconnaissance            | N/C             | CH-3A                             |
| CASIC WJ                      | Chine            | Drone de combat/reconnaissance            | N/C             | WJ-600                            |
| Baykar Bayraktar TB2          | Turquie          | Drone de combat/reconnaissance            | 3               | TB2                               |
| Selex ES Falco (en)           | Italie           | Drone de reconnaissance                   | 3               | Falco                             |
| Aeronautics Defense Orbiter   | Israël           | Drone de reconnaissance                   | N/C             | Orbiter-2                         |
| Elbit Skystriker              | Israël           | Drone kamikaze                            | N/C             | Skystriker                        |